# Вотик, Отакар
Отакар Вотик (чеш. Otakar Votík) — чехословацкий гребец, выступавший за сборную Чехословакии по академической гребле в 1920-х годах. Бронзовый призёр чемпионата Европы, один из гребцов чехословацкой восьмёрки на летних Олимпийских играх в Антверпене.

## Биография
Наиболее значимое выступление в своей спортивной карьере совершил в сезоне 1920 года, когда вошёл в состав чехословацкой национальной сборной и благодаря череде удачных выступлений удостоился права защищать честь страны на летних Олимпийских играх в Антверпене. В составе экипажа-восьмёрки, куда также вошли гребцы Эмиль Орднунг, Владимир Ширц, Богдан Калльмюнцер, Йозеф Ширц, Иржи Калльмюнцер, Фердинанд Брожек, Иван Швайцер и рулевой Карел Чижек, выбыл из борьбы за медали уже в стартовом заезде на стадии четвертьфиналов, уступив почти 11 секунд спортсменам из Норвегии, ставшим в итоге бронзовыми призёрами.
После антверпенской Олимпиады Вотик ещё в течение некоторого времени оставался действующим гребцом и продолжал принимать участие в крупнейших международных регатах. Так, в 1923 году он побывал на чемпионате Европы в Комо, откуда привёз награду бронзового достоинства, выигранную в восьмёрках..
Дата и место смерти неизвестны.